# Kröckelbach
Kröckelbach ist ein Ortsteil der Gemeinde Fürth im Odenwald im südhessischen Landkreis Bergstraße.

## Geographische Lage
Kröckelbach liegt an dem gleichnamigen Bach, einem linken südlichen Zufluss der Weschnitz im Vorderen Odenwald nordöstlich der nahe gelegenen Kerngemeinde Fürth. Die Gemarkung umfasst im Wesentlichen das Gebiet zwischen der Weschnitz und dem Kröckelbach und östlich anschließend den Anstieg zum 485 Meter hohen Erzberg und einen Teil seines Gipfelplateaus. Während die tieferen Lagen unter 300 Meter überwiegend landwirtschaftlich genutzt werden, sind die höheren Lagen der Gemarkung bewaldet.
Die nächstgelegenen Ortschaften sind die Kerngemeinde Fürth im Westen, Krumbach im Norden, Brombach im Nordosten und Steinbach im Süden.

## Geschichte

### Von den Anfängen bis zum 18. Jahrhundert
Kröckelbach entstand im Gebiet der ehemaligen Mark Heppenheim, eines Verwaltungsbezirks des Frankenreichs. Am 20. Januar 773 schenkte Karl der Große die Stadt Heppenheim nebst dem zugehörigen Bezirk, der ausgedehnten Mark Heppenheim, dem Reichskloster Lorsch. Von dort wurde die Urbarmachung und Besiedlung des Gebietes betrieben. Der Blütezeit des Klosters Lorsch, in dessen Gebiet Kröckelbach lag, folgte im 11. und 12. Jahrhundert sein Niedergang. 1232 wurde Lorsch dem Erzbistum Mainz unterstellt. 1461 verpfändete dann Kurmainz diese Besitzungen an die Kurpfalz. Diese wechselte 1556 zur protestantischen Konfession und hob 1564 das Kloster auf.
Die erste urkundliche Erwähnung von Kröckelbach befindet sind mit dem Namen „Creklenbach“ im Lorscher Codex, einem Güterverzeichnis der Abtei, um das Jahr 1100. Dort werden acht Hubengüter für „Creklenbach“ genannt, die zum Hof des Klosters Lorsch in Fürth gehörten. Eine weitere Erwähnung findet sich aus dem Jahr 1405, als Erzbischof Johann von Mainz einen Hof in Kröckelbach dem Schenk Eberhard von Erbach zum Lehen gab.
1232 unterstellte Kaiser Friedrich II. die Reichsabtei Lorsch dem Erzbistum Mainz und seinem Bischof Siegfried III. von Eppstein zur Reform. Die Benediktiner widersetzten sich der angeordneten Reform und mussten deshalb die Abtei verlassen. Sie wurden durch Zisterzienser aus dem Kloster Eberbach und diese 1248 durch Prämonstratenser aus dem Kloster Allerheiligen ersetzt. Von diesem Zeitpunkt an wurde das Kloster als Propstei weitergeführt.
1267 wurde erstmals ein Burggraf auf der Starkenburg (über Heppenheim) genannt, der auch das „Amt Starkenburg“, zu dem Kröckelbach zählte, verwaltete. Als Gericht und untergeordnete Verwaltungseinheit entwickelte sich die Zent Fürth, deren älteste erhaltengebliebene Beschreibung aus dem Jahr 1613 stammt. Die Zent Fürth war eine der wenigen Zenten, die auch die Hohe Gerichtsbarkeit (auch Blutgerichtsbarkeit) ausüben durften. Kröckelbach war eine Filiale der Pfarrei in Fürth und gehörte zum Bensheimer (auch Bergsträßer) Landkapitel.
Im Verlauf der für Kurmainz verhängnisvollen Mainzer Stiftsfehde wurde das Amt Starkenburg an Kurpfalz wiedereinlöslich verpfändet und blieb anschließend für 160 Jahre pfälzisch. Pfalzgraf Friedrich ließ sich für seine Unterstützung von Erzbischof Dieter – im durch die Kurfürsten am 19. November 1461 geschlossenen Weinheimer Bund – das Amt Starkenburg verpfänden, wobei Kurmainz das Recht erhielt, das Pfand für 100.000 Pfund wieder einzulösen.
In den Anfängen der Reformation sympathisierten die pfälzischen Herrscher offen mit der lutherischen Konfession, aber erst unter Ottheinrich (Kurfürst von 1556 bis 1559) erfolgte der offizielle Übergang zur lutherischen Lehre. Danach wechselten seine Nachfolger und gezwungenermaßen auch die Bevölkerung mehrmals zwischen der lutherischen, reformierten und calvinistischen Religion. Als Folge der Reformation hob die Kurpfalz 1564 das Kloster Lorsch auf. Die bestehenden Rechte wie Zehnten, Grundzinsen, Gülten und Gefälle des Klosters Lorsch wurden fortan durch die Oberschaffnerei Lorsch wahrgenommen und verwaltet.
Im Laufe des Dreißigjährigen Krieges (1618–1648) eroberten spanische Truppen der „Katholischen Liga“ die Region und stellten damit 1623 die Kurmainzer Herrschaft wieder her. Dadurch wurde die durch die Pfalzgrafen eingeführte Reformation weitgehend wieder rückgängig gemacht und die Bevölkerung musste wieder zum katholischen Glauben zurückkehren. Zwar zogen sich die spanischen Truppen nach 10 Jahren vor den anrückenden Schweden zurück aber nach der katastrophalen Niederlage der Evangelischen in der Nördlingen 1634 verließen auch die Schweden die Bergstraße und mit dem Schwedisch-Französischen Krieg begann ab 1635 das blutigste Kapitel des Dreißigjährigen Krieges. Aus der Region berichten die Chronisten aus jener Zeit: „Pest und Hunger wüten im Land und dezimieren die Bevölkerung, sodass die Dörfer öfters völlig leer stehen“. Mit dem Westfälischen Frieden von 1648 wurde die Einlösung der Pfandschaft endgültig festgeschrieben.
Als es 1782 zu einer Umstrukturierung im Bereich des Kurmainzer Amtes Starkenburg kam, wurde der Bereich des Amtes in die vier untergeordnete Amtsvogteien Heppenheim, Bensheim, Lorsch und Fürth aufgeteilt und das Amt in Oberamt umbenannt.
Die Zente Absteinach, Mörlenbach und Fürth, in der Kröckelbach lag, wurden der Amtsvogtei Fürth unterstellt und musste ihre Befugnisse weitgehend abgeben. Zwar blieb die Zentordnung mit dem Zentschultheiß formal bestehen, dieser konnte jedoch nur noch die Anordnungen der übergeordneten Behörden (Oberamt Starkenburg, Unteramt Fürth) ausführen. Das „Oberamt Starkenburg“ gehörte verwaltungsmäßig zum „Unteren Erzstift“ des Kurfürstentums Mainz.

### Vom 19. Jahrhundert bis heute

#### Kröckelbach wird hessisch
Das ausgehende 18. und beginnende 19. Jahrhundert brachte Europa weitreichende Änderungen. Als Folge der Napoleonischen Kriege wurde bereits 1797 das „Linke Rheinufer“ und damit der linksrheinische Teil von Kurmainz durch Frankreich annektiert. In seiner letzten Sitzung verabschiedete im Februar 1803 der Immerwährende Reichstag in Regensburg den Reichsdeputationshauptschluss, der die Bestimmungen des Friedens von Luneville umsetzte, und die territorialen Verhältnisse im Heiligen Römischen Reich (Deutscher Nation) neu regelte. Dabei erhielt die Landgrafschaft Hessen-Darmstadt, als Ausgleich für verlorene rechtsrheinische Gebiete, unter anderem Teile der aufgelösten Fürstentümer Kurmainz, Kurpfalz und des Worms zugesprochen. Auch das Oberamt Starkenburg und mit ihm Kröckelbach kam an Hessen-Darmstadt. Dort wurde die „Amtsvogtei Fürth“ vorerst als hessisches Amt weitergeführt während das Oberamt Starkenburg 1805 aufgelöst wurde.
Die übergeordnete Verwaltungsbehörde war der „Regierungsbezirk Darmstadt“ der ab 1803 auch als „Fürstentum Starkenburg“ bezeichnet wurde.
In der Landgrafschaft Hessen-Darmstadt wurde mit Ausführungsverordnung vom 9. Dezember 1803 das Gerichtswesen neu organisiert. Für das Fürstentum Starkenburg wurde das „Hofgericht Darmstadt“ als Gericht der zweiten Instanz eingerichtet. Die Rechtsprechung der ersten Instanz wurde durch die Ämter bzw. Standesherren vorgenommen. Das Hofgericht war für normale bürgerliche Streitsachen Gericht der zweiten Instanz, für standesherrliche Familienrechtssachen und Kriminalfälle die erste Instanz. Übergeordnet war das Oberappellationsgericht Darmstadt. Damit hatten die „Zent Fürth“ und das mit ihr verbundene Zentgerichte endgültig seine Funktion eingebüßt.
Unter Druck Napoléons gründete sich 1806 der Rheinbund, dies geschah mit dem gleichzeitigen Reichsaustritt der Mitgliedsterritorien.
Dies führte am 6. August 1806 zur Niederlegung der Reichskrone, womit das alte Reich aufhörte zu bestehen.
Am 14. August 1806 erhob Napoleon die Landgrafschaft Hessen-Darmstadt, gegen den Beitritt zum Rheinbund und Stellung hoher Militärkontingente an Frankreich, zum Großherzogtum, andernfalls drohte er mit Invasion.
Die Historisch-topographisch-statistische Beschreibung des Fürstenthums Lorsch, oder Kirchengeschichte des Oberrheingaues beschreibt 1812 über Kröckelbach als Ort der „Zent Fürth“:

„Kröckelbach (Crechlenbach in Urkunden) ein Dorf nahe bei Fürth, aus 6 Huben (vormals 8) bestehend mit 11 Wohngebäuden und 92 Selen.“

Nach der endgültigen Niederlage Napoléons regelte der Wiener Kongress 1814/15 auch die territorialen Verhältnisse für Hessen, daraufhin wurden 1816 im Großherzogtum Provinzen gebildet. Dabei wurde das vorher als „Fürstentum Starkenburg“ bezeichnete Gebiet, das aus den südlich des Mains gelegenen alten Hessischen und den ab 1803 hinzugekommenen rechtsrheinischen Territorien bestand, in „Provinz Starkenburg“ umbenannt.
Im Jahr 1814 wurde die Leibeigenschaft im Großherzogtum aufgehoben und es erhielt mit der am 17. Dezember 1820 eingeführten Verfassung des Großherzogtums Hessen eine konstitutionelle Monarchie, in der der Großherzog aber noch große Machtbefugnisse hatte. Die noch bestehenden standesherrlichen Rechte wie Niedere Gerichtsbarkeit, Zehnten, Grundzinsen und andere Gefälle blieben aber noch bis 1848 bestehen.
1821 wurden im Rahmen einer umfassenden Verwaltungsreform die Amtsvogteien in den Provinzen Starkenburg und Oberhessen des Großherzogtum aufgelöst und Landratsbezirke eingeführt, wobei Kröckelbach zum Landratsbezirk Lindenfels kam. Im Rahmen dieser Reform wurden auch Landgerichte geschaffen, die jetzt unabhängig von der Verwaltung waren. Deren Gerichtsbezirke entsprachen in ihrem Umfang den Landratsbezirken. Für den Landratsbezirk Lindenfels war das Landgericht Fürth als Gericht erster Instanz zuständig.
Diese Reform ordnete auch die Verwaltung auf Gemeindeebene. So war die Bürgermeisterei in Krumbach auch für Brombach, Kräckelbach und Weschnitz zuständig. Entsprechend der Gemeindeverordnung vom 30. Juni 1821 gab es keine Einsetzungen von Schultheißen mehr, sondern einen gewählten Ortsvorstand, der sich aus Bürgermeister, Beigeordneten und Gemeinderat zusammensetzte.
Die Statistisch-topographisch-historische Beschreibung des Großherzogthums Hessen berichtet 1829 über Kröckelbach:

„Kräckelbach (L. Bez. Lindenfels) kath. Filialdorf; liegt 1 S. von Lindenfels und hat 15 Häuser und 110 kath. Einw. unten welchen sich 8 Bauern, 9 Handwerker und 3 Taglöhner befinden. Der Ort kommt in frühem Zeiten unter dem Namen Chrechlenbach vor, er war mainzisch und kam 1802 an Hessen.“

1832 wurden die Verwaltungseinheiten weiter vergrößert und es wurden Kreise geschaffen. Nach der am 20. August 1832 bekanntgegebenen Neugliederung sollte es in Süd-Starkenburg künftig nur noch die Kreise Bensheim und Lindenfels geben; der Landratsbezirk von Heppenheim sollte in den Kreis Bensheim fallen. Noch vor dem Inkrafttreten der Verordnung zum 15. Oktober 1832 wurde diese aber dahingehend revidiert, dass statt des Kreises Lindenfels neben dem Kreis Bensheim der Kreis Heppenheim als zweiter Kreis gebildet wurde, zu dem jetzt Kröckelbach gehörte.
1842 wurde das Steuersystem im Großherzogtum reformiert und der Zehnte und die Grundrenten (Einnahmen aus Grundbesitz) wurden durch ein Steuersystem ersetzt, wie es in den Grundzügen heute noch existiert.
Im Neuestes und gründlichstes alphabetisches Lexicon der sämmtlichen Ortschaften der deutschen Bundesstaaten von 1845 heißt es:

„Kröckelbach b. Lindcnfels. – Dorf, zur evangel. Pfarrei Lindenfels, resp. kathol. Pfarrei Fürth gehörig. – 15 H. l10 kathol. E. – Großherz. Hessen. – Provinz Startenburg. – Kreis Heppenbeim. – Landgericht Fürth. – Hofgericht Darmstadt. – Das Dorf Kröckelbach, welches in frühern Zeiten unter dem Namen Chrechlenbach vorkommt, war früher Mainzisch und ist im Jahre 1802 an Hessen überlassen worden.“

Infolge der Märzrevolution 1848 wurden mit dem „Gesetz über die Verhältnisse der Standesherren und adeligen Gerichtsherren“ vom 15. April 1848 die standesherrlichen Sonderrechte endgültig aufgehoben.
Darüber hinaus wurden in den Provinzen, die Kreise und die Landratsbezirke des Großherzogtums am 31. Juli 1848 abgeschafft und durch „Regierungsbezirke“ ersetzt, wobei die bisherigen Kreise Bensheim und Heppenheim zum Regierungsbezirk Heppenheim vereinigt wurden. Bereits vier Jahre später, im Laufe der Reaktionsära, kehrte man aber zur Einteilung in Kreise zurück und Kröckelbach wurde Teil des neu geschaffenen Kreises Lindenfels.
Die im Dezember 1852 aufgenommenen Bevölkerungs- und Katasterlisten ergaben für Kröckelbach: Ein katholisches Filialdorf mit 141 Einwohnern. Die Gemarkung bestand aus 595 Morgen, davon waren 299 Morgen Ackerland, 97 Morgen Wiesen und 188 Morgen Wald.
In den Statistiken des Großherzogtums Hessen werden, bezogen auf Dezember 1867, für das Filialdorf Kröckelbach mit der Bürgermeisterei in Krumbach, 15 Häuser, 104 Einwohnern, der Kreis Lindenfels, das Landgericht Fürth, die lutherische Pfarrei Rimbach bzw. die reformatorische Pfarrei in Lindenfels des Dekanats Lindenfels und die katholische Pfarrei Fürth des Dekanats Heppenheim, angegeben.
1870 provoziert der preußische Ministerpräsident Otto von Bismarck durch die sogenannte Emser Depesche den Deutsch-Französischen Krieg, in dem das Großherzogtum Hessen als Mitglied des Norddeutschen Bundes an der Seite Preußens teilnahm. Noch vor dessen offiziellen Ende am 10. Mai 1871 traten die süddeutschen Staaten dem Norddeutschen Bund bei und am 1. Januar 1871 trat dessen neu Verfassung in Kraft, mit der er sich nun Deutsches Reich nannte.
Auf deutscher Seite forderte dieser Krieg ca. 41.000 Tote. Mit dem Reichsmünzgesetz gab es Deutschland nur noch eine Währung, die Mark mit 100 Pfennigen als Untereinheit.
Nachdem das Großherzogtum Hessen ab 1871 Teil des Deutschen Reiches war, wurden 1874 eine Reihe von Verwaltungsreformen beschlossen. So wurden die landesständige Geschäftsordnung sowie die Verwaltung der Kreise und Provinzen durch Kreis- und Provinzialtage geregelt. Die Neuregelung trat am 12. Juli 1874 in Kraft und verfügte auch die Auflösung der Kreise Lindenfels und Wimpfen und die Wiedereingliederung Kröckelbachs in den Kreis Heppenheim.

#### Zeit der Weltkriege
Am 1. August 1914 brach der Erste Weltkrieg aus und setzte im ganzen Deutschen Reich der positiven wirtschaftlichen Entwicklung ein Ende. Als nach der deutschen Niederlage am 11. November 1918 der Waffenstillstand unterschrieben wurde, hatte auch Kröckelbach viele Gefallene zu beklagen, während der Krieg insgesamt rund 17 Millionen Menschenopfer kostete.
Das Ende des Deutschen Kaiserreiches war damit besiegelt, und die unruhigen Zeiten der Weimarer Republik folgten. In der Zeit von 1921 bis 1930 wurden in Deutschland 566.500 Auswanderer gezählt, die versuchten, den schwierigen Verhältnissen in Deutschland zu entfliehen.
Am 30. Januar 1933 wurde Adolf Hitler Reichskanzler, was das Ende der Weimarer Republik und den Beginn der Nationalsozialistischen Diktatur bedeutete.
Die hessischen Provinzen Starkenburg, Rheinhessen und Oberhessen wurden 1937 nach der 1936 erfolgten Auflösung der Provinzial- und Kreistage aufgehoben. Zum 1. November 1938 trat dann eine umfassende Gebietsreform auf Kreisebene in Kraft. In der ehemaligen Provinz Starkenburg war der Kreis Bensheim besonders betroffen, da er aufgelöst und zum größten Teil dem Kreis Heppenheim zugeschlagen wurde. Der Kreis Heppenheim übernahm auch die Rechtsnachfolge des Kreises Bensheim und erhielt den neuen Namen Landkreis Bergstraße.
Am 1. September 1939 begann mit dem Einmarsch deutscher Truppen in Polen der Zweite Weltkrieg, der in seinen Auswirkungen noch weit dramatischer war als der Erste Weltkrieg und dessen Opferzahl auf 60 bis 70 Millionen Menschen geschätzt werden.
In der Endphase des Zweiten Weltkrieges in Europa erreichen die amerikanischen Verbände Mitte März 1945 den Rhein zwischen Mainz und Mannheim. Am 22. März überquerte die 3. US-Armee bei Oppenheim den Rhein und besetzte am 25. März Darmstadt. In den ersten Stunden des 26. März 1945 überquerten amerikanische Einheiten bei Hamm und südlich von Worms den Rhein von wo sie auf breiter Front gegen die Bergstraße vorrücken. Am 27. März standen die amerikanischen Truppen in Lorsch, Bensheim und Heppenheim und einen Tag später waren Aschaffenburg am Main sowie der westliche und nördlichen Teil des Odenwaldes besetzt. Der Krieg in Europa endete mit der bedingungslosen Kapitulation aller deutschen Truppen, die am 8. Mai 1945 um 23:01 Uhr mitteleuropäischer Zeit in Kraft trat.

#### Nachkriegszeit und Gegenwart
Wie die Einwohnerzahlen von 1939 bis 1950 zeigen hatte auch Kröckelbach nach dem Krieg viele Flüchtlinge und Vertriebene aus den ehemaligen deutschen Ostgebieten zu verkraften.
Im Jahr 1961 wurde die Gemarkungsgröße mit 148 ha angegeben, davon waren 49 ha Wald.
Im Zuge der Gebietsreform in Hessen wurden zum 1. Oktober 1971 die bis dahin selbständigen Gemeinden Kröckelbach, Krumbach und Brombach auf freiwilliger Basis als Ortsteile der Gemeinde Fürth eingegliedert.  Für Kröckelbach wurde, wie für alle nach Fürth eingegliederten Gemeinden, ein Ortsbezirk mit Ortsbeirat und Ortsvorsteher nach der Hessischen Gemeindeordnung eingerichtet.

### Gerichte
Vor 1803 gehörte Fahrenbach zur Zent Fürth. In der Landgrafschaft Hessen-Darmstadt wurde mit Ausführungsverordnung vom 9. Dezember 1803 das Gerichtswesen neu organisiert. Für das Fürstentum Starkenburg wurde das „Hofgericht Darmstadt“ eingerichtet. Es war für normale bürgerliche Streitsachen Gericht der zweiten Instanz, für standesherrliche Familienrechtssachen und Kriminalfälle die erste Instanz. Übergeordnet war das Oberappellationsgericht Darmstadt. Die Rechtsprechung der ersten Instanz wurde durch die Ämter bzw. Standesherren vorgenommen. Für Kröckelbach war damit das Amt Fürth zuständig. Ab 1813 war dann das neu gebildete Justizamt in Fürth die erste Instanz. Die Zentgerichte hatten damit ihre Funktion verloren.
Mit Bildung der Landgerichte im Großherzogtum Hessen war ab 1821 das Landgericht Fürth das Gericht erster Instanz. Anlässlich der Einführung des Gerichtsverfassungsgesetzes mit Wirkung vom 1. Oktober 1879, infolge derer die bisherigen großherzoglich hessischen Landgerichte durch Amtsgerichte an gleicher Stelle ersetzt wurden, während die neu geschaffenen Landgerichte nun als Obergerichte fungierten, kam es zur Umbenennung in Amtsgericht Fürth und Zuteilung zum Bezirk des Landgerichts Darmstadt.

### Verwaltungsgeschichte im Überblick
Das Großherzogtum Hessen war von 1815 bis 1866 ein Mitgliedsstaat des Deutschen Bundes und ab 1871 ein Bundesstaat des Deutschen Reiches. Es bestand bis 1919, nach dem Ersten Weltkrieg wurde das Großherzogtum zum republikanisch verfassten Volksstaat Hessen. 1945 nach Ende des Zweiten Weltkriegs befand sich das Gebiet des heutigen Hessen in der amerikanischen Besatzungszone und durch Weisung der Militärregierung entstand Groß-Hessen, aus dem das Bundesland Hessen in seinen heutigen Grenzen hervorging.
Die folgende Liste zeigt die Staaten und Verwaltungseinheiten, denen Kröckelbach angehört(e):
- vor 1782: Heiliges Römisches Reich, Kurfürstentum Mainz, Amt Starkenburg (1461–1650 an Kurpfalz verpfändet), Zent Fürth
- ab 1782: Heiliges Römisches Reich, Kurfürstentum Mainz, Unteres Erzstift, Oberamt Starkenburg, Amtsvogtei Fürth
- ab 1803: Heiliges Römisches Reich, Landgrafschaft Hessen-Darmstadt,[Anm. 2] Fürstentum Starkenburg, Amt Fürth
- ab 1806: Großherzogtum Hessen,[Anm. 3] Fürstentum Starkenburg, Amt Fürth[25]
- ab 1815: Großherzogtum Hessen[Anm. 4], Provinz Starkenburg, Amt Fürth
- ab 1821: Großherzogtum Hessen, Provinz Starkenburg, Landratsbezirk Lindenfels[Anm. 5]
- ab 1832: Großherzogtum Hessen, Provinz Starkenburg, Kreis Heppenheim
- ab 1848: Großherzogtum Hessen, Regierungsbezirk Heppenheim
- ab 1852: Großherzogtum Hessen, Provinz Starkenburg, Kreis Lindenfels
- ab 1874: Großherzogtum Hessen, Provinz Starkenburg, Kreis Heppenheim
- ab 1871: Deutsches Reich,[Anm. 6] Großherzogtum Hessen, Provinz Starkenburg, Kreis Heppenheim
- ab 1918: Deutsches Reich, Volksstaat Hessen,[Anm. 7] Provinz Starkenburg, Kreis Heppenheim
- ab 1938: Deutsches Reich, Volksstaat Hessen, Landkreis Bergstraße[26][Anm. 8]
- ab 1945: Amerikanische Besatzungszone,[Anm. 9] Groß-Hessen, Regierungsbezirk Darmstadt, Landkreis Bergstraße
- ab 1946: Amerikanische Besatzungszone, Land Hessen, Regierungsbezirk Darmstadt, Landkreis Bergstraße
- ab 1949: Bundesrepublik Deutschland, Land Hessen, Regierungsbezirk Darmstadt, Landkreis Bergstraße
- ab 1971: Bundesrepublik Deutschland, Land Hessen, Regierungsbezirk Darmstadt, Landkreis Bergstraße, Gemeinde Fürth[Anm. 10]

### Bevölkerung

#### Einwohnerstruktur 2011
Nach den Erhebungen des Zensus 2011 lebten am Stichtag dem 9. Mai 2011 in Kröckelbach 483 Einwohner. Darunter waren 30 (6,2 %) Ausländer.
Nach dem Lebensalter waren 108 Einwohner unter 18 Jahren, 209 waren zwischen 18 und 49, 90 zwischen 50 und 66 und 15 Einwohner waren älter.
Die Einwohner lebten in 171 Haushalten. Davon waren 33 Singlehaushalte, 54 Paare ohne Kinder und 72 Paare mit Kindern, sowie 12 Alleinerziehende und 3 Wohngemeinschaften. In 27 Haushalten lebten ausschließlich Senioren und in 129 Haushaltungen leben keine Senioren.

#### Einwohnerentwicklung
| • 1806: | 87 Einwohner, 13 Häuser               |
| • 1812: | 92 Selen, 6 Huben mit 11 Wohngebäuden |
| • 1829: | 110 Einwohner, 15 Häuser              |
| • 1867: | 104 Einwohner, 15 Häuser              |

| Kröckelbach: Einwohnerzahlen von 1806 bis 2022 | Kröckelbach: Einwohnerzahlen von 1806 bis 2022 | Kröckelbach: Einwohnerzahlen von 1806 bis 2022 | Kröckelbach: Einwohnerzahlen von 1806 bis 2022 | Kröckelbach: Einwohnerzahlen von 1806 bis 2022 |
| --- | ---------------------------------------------- | ---------------------------------------------- | ---------------------------------------------- | ---------------------------------------------- |
| Jahr |                                                |                                                |                                                | Einwohner                                      |
| 1806 | 1806                                           |                                                | 87                                             | 87                                             |
| 1829 | 1829                                           |                                                | 110                                            | 110                                            |
| 1834 | 1834                                           |                                                | 93                                             | 93                                             |
| 1840 | 1840                                           |                                                | 140                                            | 140                                            |
| 1846 | 1846                                           |                                                | 132                                            | 132                                            |
| 1852 | 1852                                           |                                                | 141                                            | 141                                            |
| 1858 | 1858                                           |                                                | 130                                            | 130                                            |
| 1864 | 1864                                           |                                                | 111                                            | 111                                            |
| 1871 | 1871                                           |                                                | 104                                            | 104                                            |
| 1875 | 1875                                           |                                                | 94                                             | 94                                             |
| 1885 | 1885                                           |                                                | 115                                            | 115                                            |
| 1895 | 1895                                           |                                                | 113                                            | 113                                            |
| 1905 | 1905                                           |                                                | 128                                            | 128                                            |
| 1910 | 1910                                           |                                                | 114                                            | 114                                            |
| 1925 | 1925                                           |                                                | 106                                            | 106                                            |
| 1939 | 1939                                           |                                                | 109                                            | 109                                            |
| 1946 | 1946                                           |                                                | 144                                            | 144                                            |
| 1950 | 1950                                           |                                                | 157                                            | 157                                            |
| 1956 | 1956                                           |                                                | 141                                            | 141                                            |
| 1961 | 1961                                           |                                                | 159                                            | 159                                            |
| 1967 | 1967                                           |                                                | 198                                            | 198                                            |
| 1970 | 1970                                           |                                                | 238                                            | 238                                            |
| 1980 | 1980                                           |                                                | ?                                              | ?                                              |
| 1990 | 1990                                           |                                                | ?                                              | ?                                              |
| 1999 | 1999                                           |                                                | 403                                            | 403                                            |
| 2005 | 2005                                           |                                                | 477                                            | 477                                            |
| 2007 | 2007                                           |                                                | 503                                            | 503                                            |
| 2011 | 2011                                           |                                                | 483                                            | 483                                            |
| 2022 | 2022                                           |                                                | 600                                            | 600                                            |
| Datenquelle: Historisches Gemeindeverzeichnis für Hessen: Die Bevölkerung der Gemeinden 1834 bis 1967. Wiesbaden: Hessisches Statistisches Landesamt, 1968. Weitere Quellen: LAGIS; Gemeinde Fürth; Zensus 2011, 2022 |                                                |                                                |                                                |                                                |

#### Religionszugehörigkeit
| • 1829: | 110 katholische (= 100 %) Einwohner                                |
| • 1961: | 16 evangelische (= 10,06 %), 142 katholische (= 89,31 %) Einwohner |

## Politik
Für Kröckelbach besteht ein Ortsbezirk (Gebiete der ehemaligen Gemeinde Kröckelbach) mit Ortsbeirat und Ortsvorsteher nach der Hessischen Gemeindeordnung.
Der Ortsbeirat besteht aus fünf Mitgliedern. Seit den Kommunalwahlen 2021 gehören ihm fünf Mitglieder der CDU an. Ortsvorsteher ist Hubert Wagner(CDU).

## Wirtschaft und Infrastruktur
Für den überörtlichen Verkehr wird Kröckelbach durch die Kreisstraße K 207 erschlossen, die von der nördlich der Weschnitz entlang führenden, als Siegfriedstraße bekannten Bundesstraße 460 abzweigt und als Gemeindeverbindungsstraße weiter in die Kerngemeinde Fürth führt.
In Kröckelbach wurde ein Feriendorf mit 25 Häusern errichtet, das vom gemeinnützigen Verein Feriendorf im Odenwald e.V. getragen wird. Dem Feriendorf ist ein Hochseilgarten angeschlossen.